# Eburia insulana
Eburia insulana es una especie de escarabajo longicornio del género Eburia, tribu Eburiini, familia Cerambycidae. Fue descrita científicamente por Gahan en 1895.
Se distribuye por Martinica, Santa Lucía y San Vicente y las Granadinas.

## Descripción
La especie mide 9-23 milímetros de longitud. El período de vuelo ocurre en el mes de agosto.